# Pangonius kraussei
Pangonius kraussei är en tvåvingeart som beskrevs av Surcouf 1921. Pangonius kraussei ingår i släktet Pangonius och familjen bromsar. Inga underarter finns listade i Catalogue of Life.